# Olav Hackstein
Olav Hackstein (* 1962 in Krefeld) ist ein deutscher Linguist und Indogermanist.

## Leben
Olav Hackstein studierte als Stipendiat der Studienstiftung des deutschen Volkes 1983–1993 Vergleichende Sprachwissenschaft, Klassische Philologie und Indologie an der Universität Freiburg im Breisgau und der University of Pennsylvania in Philadelphia.
Nach der Promotion zum Dr. phil. 1993 an der Universität Freiburg und der Habilitation 1999 an der Martin-Luther-Universität Halle bekleidete er Positionen in historischer und indogermanischer Linguistik an der University of Pennsylvania (visiting lecturer/professor, 1989) und der Universität Halle-Wittenberg (1994 Assistent, 1999 Oberassistent). Seit 2008 ist er ordentlicher Professor auf dem Lehrstuhl für Historische und Indogermanische Sprachwissenschaft an der Ludwig-Maximilians-Universität München. 2016 war er Gastprofessor (directeur d’études invité) an der École pratique des hautes études in Paris.
Seine Forschungsinteressen sind historisch-vergleichende indogermanische und allgemeine Linguistik, insbesondere die historische Phonologie, Morphologie, Syntax und Semantik der älteren indogermanischen Sprachen.
Olav Hackstein ist Bruder des Immunologen Holger Hackstein (Friedrich-Alexander-Universität Erlangen-Nürnberg). Er ist Vater des Immunologen Carl-Philipp Hackstein (University of Oxford) und Großneffe des Geographen und Wirtschaftswissenschaftlers Christian Werner (1935–2016, University of California, Irvine).

## Schriften (Auswahl)
In einem viel beachteten Artikel hat er im Gefolge des Postulats von Gernot Schmidt den Nachweis geführt, dass ein urindogermanischer Laryngal in Mittelsilben als zweiter von vier Konsonanten schwand, sog. Lex Schmidt-Hackstein (Byrd 2015:25 (Nr. 27), 2017:2073):
uridg. *H > ∅ /C_CC (Hackstein 2002)
In einer Publikation von 2003 und 2010 (Hackstein 2003, 2010) wurde gezeigt, dass SOV-Sprachen bei der Stellung nominaler Adpositionen einem linksläufig-rekursiven semantischen Serialisierungsprinzip folgen:
SOV → ((Hyponym) Hyperonym)
In einer Reihe von Arbeiten behandelte er die Kompositionalität negierter rhetorischer Fragen sowie deren diachrone Entwicklungsdynamik (Hackstein 2016, 2018a).
Zu weiteren seiner Forschungsgebiete gehören die Grammatikalisierungsforschung (Hackstein 2017, 2018b), die Sprache des frühgriechischen Epos (Hackstein 2002 2018c) und die Sprache und Philologie des tocharischen Sprachzweiges (2019, 2021).

### Aufsätze (Auswahl)
1. Hackstein, Olav; Habata, Hiromi und Christoph Bross. 2021. Diverse Wiedergeburten des Bodhisattva: Die Bahubuddha-Geschichte in tocharischer Überlieferung (B400–401). Münchener Studien zur Sprachwissenschaft 73/2 (2020) 51–95.
2. Hackstein, Olav. 2020. Alt bedeutet nicht ungebräuchlich. Zur Relevanz der Sprachgeschichte – Ein Essay. In Carmen Brandt & Hans Harder (Hrsg.): Wege durchs Labyrinth: Festschrift zu Ehren von Rahul Peter Das. Heidelberg; Berlin: CrossAsia-eBooks.
3. Hackstein, Olav. 2020. The System of Negation in Albanian: Synchronic Constraints and Diachronic Explanations. In: „Altalbanische Schriftkultur – aus der Perspektive der historischen Lexikographie und der Philologie der Gegenwart. Akten der 6. Deutsch-Albanischen Kulturwissenschaftlichen Tagung (27. September 2019, Buçimas bei Pogradec, Albanien)“ Wiesbaden: Harrassowitz. 13–32.
4. Hackstein, Olav. 2019. From Possessive to Agentive. The Emergence of Agentivity in Possessive Adjectives. In: QAZZU warrai. Anatolian and Indo-European Studies in Honor of Kazuhiko Yoshida, edited by Adam Alvah Catt, Ronald I. Kim, and Brent Vine. New York, Ann Arbor: Beech Stave Press. 106–122.
5. Hackstein, Olav. 2018a. Formale Merkmale negierter rhetorischer Fragen im Hethitischen und in älteren indogermanischen Sprachen. In: 100 Jahre Entzifferung des Hethitischen. Morphosyntaktische Kategorien in Sprachgeschichte und Forschung. Akten der Arbeitstagung der Indogermanischen Gesellschaft vom 21. bis 23. September 2015 in Marburg, herausgegeben von Elisabeth Rieken unter Mitwirkung von Ulrich Geupel und Theresa Maria Roth. Wiesbaden: Reichert. 103–120.
6. Hackstein, Olav. 2018b. Neg>Q: Die lateinische Interrogativpartikel ⸗ne. In: Olav Hackstein und Andreas Opfermann (Hrsg.): Priscis Libentius, Liberius Novis. Sprachwissenschaftliche und Indogermanistische Studien. Festschrift für Gerhard Meiser zum 65. Geburtstag. Hamburg: Baar Verlag. 65–72.
7. Hackstein, Olav. 2018c. Allative Formations: Homeric Greek ἄλλυδις ἄλλη, Old Latin alii aliā and Congeners. In: Vina Diem Celebrent: Studies in Linguistics and Philology in Honor of Brent Vine. Edited by Dieter Gunkel, Stephanie W. Jamison, Angelo O. Mercado, and Kazuhiko Yoshida. New York, Ann Arbor: Beech Stave Press. 93–106.
8. Hackstein, Olav. 2017. Multipartite negation markers and phasal adverbs in Ancient Indo-European languages. Münchener Studien zur Sprachwissenschaft 70-2, 2016-17. 215–253.
9. Hackstein Olav. 2016. Negative Interrogatives and whatnot: The Conversion of Negation in Indo-European. Indo-European Linguistics 4. 150–189. (Open access: doi:10.1163/22125892-00401005 )
10. Hackstein, Olav. 2003. Apposition and word-order typology in Indo-European. In: Brigitte Bauer & Georges-Jean Pinault (Hrsg.): Language in Space and Time. A Festschrift für Werner Winter on the Occasion of his 80th Birthday. Berlin, New York. 131–152.
11. Hackstein, Olav. 2002. Uridg. *CH.CC > *C.CC. Historische Sprachforschung 115. 1–22.

### Monographien
1. Hackstein, Olav, Hiromi Habata und Christoph Bross 2019: Tocharische Texte zur Buddhalegende. Dettelbach, ISBN 978-3-89754-560-1.
2. Hackstein, Olav. 2010. Apposition and nominal classification in Indo-European and beyond. Wien, ISBN 978-3-7001-6803-4.
3. Hackstein, Olav. 2002. Die Sprachform der homerischen Epen. Faktoren morphologischer Variabilität in literarischen Frühformen: Tradition, Sprachwandel, sprachliche Anachronismen. Wiesbaden, ISBN 3-89500-302-6.
4. Hackstein, Olav. 1995. Untersuchungen zu den sigmatischen Präsensstammbildungen des Tocharischen. Göttingen, ISBN 3-525-26227-2.